# Teberau Panjang
Teberau Panjang is een bestuurslaag in het regentschap Kuantan Singingi van de provincie Riau, Indonesië. Teberau Panjang telt 1080 inwoners (volkstelling 2010).